# Ceropsilopa dispar
Ceropsilopa dispar är en tvåvingeart som beskrevs av Cresson 1922. Ceropsilopa dispar ingår i släktet Ceropsilopa och familjen vattenflugor.
Artens utbredningsområde är Kalifornien. Inga underarter finns listade i Catalogue of Life.